# Opposite of Adults
„Opposite of Adults” – singel amerykańskiego zespołu Chiddy Bang wydany w 2010 roku. Singel został umieszczony na albumie Chiddy Bang – The Swelly Express oraz The Preview.

## Notowania na listach przebojów
| Kraj                      | Lista (2010)            | Najwyższa pozycja |
| ------------------------- | ----------------------- | ----------------- |
| Stany Zjednoczone         | Heatseekers Songs       | 7                 |
| Nowa Zelandia             | Top 40 Singles          | 8                 |
| Australia                 | Top 50 Singles          | 10                |
| Wielka Brytania (Szkocja) | Top 40 Scottish Singles | 10                |
| Irlandia                  | Top 50 Singles          | 10                |
| Wielka Brytania           | Singles Top 100         | 12                |
| Belgia (Flandria)         | Ultratip                | 12                |
| Szwajcaria                | Singles Top 75          | 18                |
| Belgia (Walonia)          | Ultratip                | 20                |
| Austria                   | Singles Top 75          | 60                |
| Stany Zjednoczone         | Digital Songs           | 74                |
| Niemcy                    | Singles Top 100         | 81                |
| Stany Zjednoczone         | Billboard Hot 100       | 90                |